# St. George (Nuovo Brunswick)
St. George è un comune del Canada, situato nella provincia del Nuovo Brunswick.